# Partido Cívico de Desenvolvimento Nacional
Partido Cívico de Desenvolvimento Nacional foi um partido político brasileiro que disputou sob registro provisório as eleições de 1992, após seu registro em 1991. Participou apenas das eleições municipais de São Paulo de 1992, a qual Antônio Belini foi seu candidato. Foi presidido pelo ex-deputado federal Herbert Levy.
Utilizou o número eleitoral 78.